# Noriko Baba
Noriko Baba (馬場 典子 Baba Noriko?,  nacida el 4 de mayo de 1977 en Tokio) es una exfutbolista japonesa que jugaba como defensa.
Baba jugó 5 veces para la selección femenina de fútbol de Japón entre 2001 y 2002.

## Trayectoria

### Clubes
| Club             | País  | Año         |
| ---------------- | ----- | ----------- |
| Nippon TV Beleza | Japón | 1994 - 2006 |

### Selección nacional
| Selección | País  | Año         |
| --------- | ----- | ----------- |
| Absoluta  | Japón | 2001 - 2002 |

## Estadística de equipo nacional
| Selección femenina de fútbol de Japón | Selección femenina de fútbol de Japón | Selección femenina de fútbol de Japón |
| Año                                   | Partidos                              | Goles                                 |
| ------------------------------------- | ------------------------------------- | ------------------------------------- |
| 2001                                  | 4                                     | 0                                     |
| 2002                                  | 1                                     | 0                                     |
| Total                                 | 5                                     | 0                                     |